# Плахотникова, Елена Савельевна
Елена Савельевна Плахотникова (26 мая 1924 года, село Пятковка, Бершадский район, Подольская губерния, Украинская ССР — 16 июня 2010 года, село Пятковка, Бершадский район, Винницкая область, Украина) — рабочая Очхамурского совхоза имени Сталина Министерства сельского хозяйства СССР, Кобулетский район, Аджарская АССР, Грузинская ССР. Герой Социалистического Труда (1951).

## Биография
Родилась в 1924 году в крестьянской семье в селе Пятковка Подольской губернии (сегодня — Винницкая область). Окончила два класса местной начальной школы. В 1935 году вместе с матерью переехала в Херсонскую область на заработки в сельском хозяйстве и в этом же году — в Кобулетский район Аджарской АССР. В послевоенное время трудилась на чайной плантации Очхамурского совхоза имени Сталина (с 1961 г. — имени XXII съезда КПСС), директором которого был Иван Самсонович Путуридзе.
В 1950 году собрала 4029 килограмма с площади 0,5 гектаров. Указом Президиума Верховного Совета СССР от 27 июля 1951 года удостоена звания Героя Социалистического Труда за «получение в 1950 году высоких урожаев сортового зелёного чайного листа» с вручением ордена Ленина и золотой медали «Серп и Молот» (№ 6630).
Этим же указом званием Героя Социалистического Труда были награждены директор совхоза Иван Самсонович Путуридзе, заведующий отделением Александр Дмитриевич Имнаишвили, старший агроном Шалва Сардионович Грдзелидзе рабочая Зоя Васильевна Зоркина.
В 1957 году возвратилась в родное селе Пятковка. Трудилась дояркой в течение 34 лет в местном колхозе. Умерла в 2010 году.
Награды
- Герой Социалистического Труда
- Орден Ленина
- Медаль «За трудовую доблесть» (31.07.1950)